# Irtysh Air
Irtysh Air – zlikwidowane kazachskie linie lotnicze założone w 2007 roku, głównym portem był Port lotniczy Pawłodar. Rozpoczęły działalność 22 kwietnia 2009, obsługiwały loty krajowe w Kazachstanie i zagraniczne do Rosji. 
W swojej flocie linie posiadały samoloty Jak-40, Jak-42 i Bombardier Canadair Regional Jet CRJ-100.